# Pawnshop Guitars
Pawnshop Guitars è il primo album in studio da solista del musicista statunitense Gilby Clarke (Guns N' Roses), pubblicato nel 1994.

## Tracce
1. Cure Me... Or Kill Me... (featuring Slash) – 4:56
2. Black – 4:21
3. Tijuana Jail (featuring Slash) – 5:08
4. Skin & Bones – 3:17
5. Johanna's Chopper – 4:08
6. Let's Get Lost – 3:31
7. Pawn Shop Guitars – 3:51
8. Dead Flowers (featuring Axl Rose) – 4:13
9. Jail Guitar Doors (featuring Duff McKagan) – 3:10
10. Hunting Dogs – 3:15
11. Shut Up – 3:58